# Chlorostilbon melanorhynchus
Chlorostilbon melanorhynchus là một loài chim trong họ Trochilidae.

## Hình ảnh

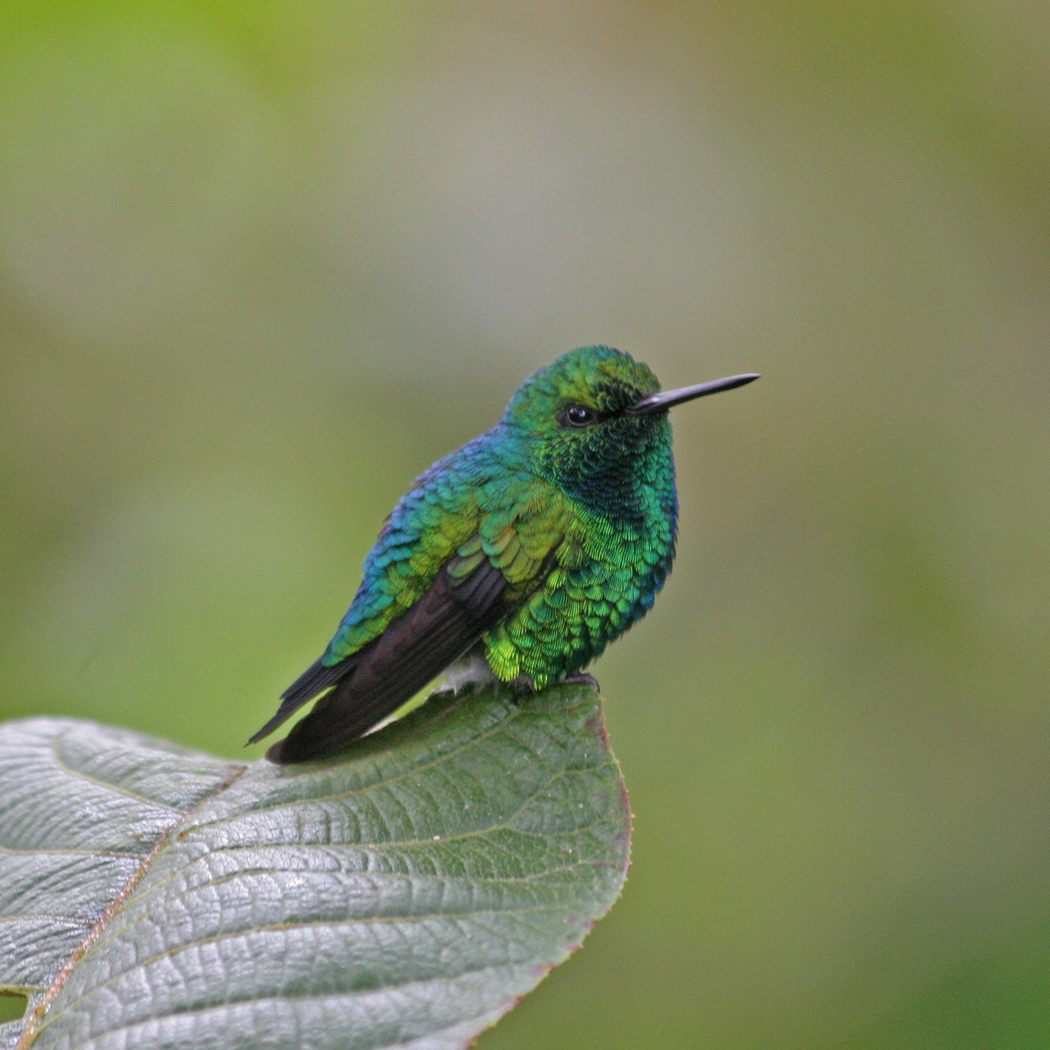
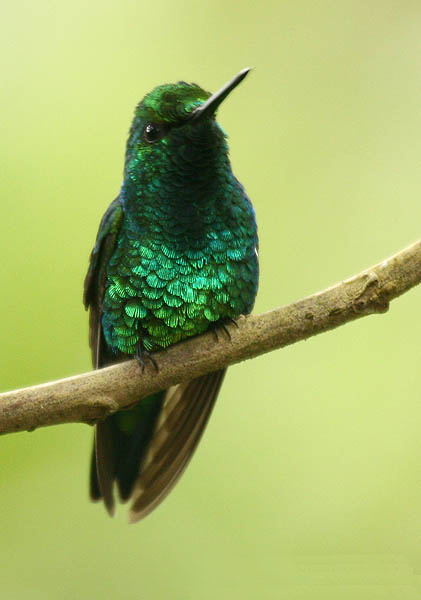